# Дрогобычско-Бориславская агломерация
Дрого́бычско-Борисла́вская агломера́ция (укр. Дрогобицько-Бориславська агломерація) — городская агломерация во Львовской области Украины с центром в городе Дрогобыч. Расположена в предгорье Украинских Карпат.
Состав:
- города Дрогобыч, Борислав, Трускавец, Стебник,
- пгт Сходница,
- Дрогобычский район.

Общая численность населения — 237,2 тыс. лиц., площадь — 1 365 км², плотность населения — 237,2 чел/км².
Города Дрогобыч, Борислав, Стебник, Трускавец и Сходница образуют группу близко расположенных городов, которые имеют интенсивные экономические и культурно-бытовые связи за счёт общего рынка труда, одинаковых ценностей и ментальности местного населения. Они образуют полицентричную агломерацию, где Дрогобыч — центральный город, Трускавец и Сходница — центры рекреации, Стебник и Борислав — промышленные центры. Дрогобычско-Бориславский экономический узел отличается развитыми добывающей промышленностью (нефть, калийная соль, озокерит), а также современными отраслями отделочной промышленности, преимущественно на привозном сырье (машиностроение, производство нетканых материалов); одновременно это украинская и международная здравница (Трускавец, Сходница).
В 1996 году институтом «Горпроект» разработана схема планирования Дрогобычской агломерации.
В 2003 году была создана «региональная агломерация „Дрогобыччина“», ассоциация городов и территориальных сообществ Дрогобыччины по инициативе тогдашнего Дрогобычского городского головы Михаила Лужецкого и при поддержке научных работников Дрогобычского педагогического университета имени Ивана Франка, Института региональных исследований НАН Украины. Эта ассоциация практически не приступила к выполнению возложенных на её обязанностей по отработке стратегии развития региона.